# Pariser Zeitung
Die Pariser Zeitung (PZ) war eine überregionale Tageszeitung, die während der deutschen Besetzung Frankreichs im Zweiten Weltkrieg vom 15. Januar 1941 bis zum 16. August 1944 erschien. Sie wurde vom Europa-Verlag, einem von Rolf Rienhardt geleiteten Tochterunternehmen des Franz-Eher-Verlags, unter Max Amann herausgegeben und diente als Sprachrohr der Besatzungsmacht.
Die Pariser Zeitung war nicht die erste deutsche Besatzungszeitung auf französischem Boden: Während des Deutsch-Französischen Krieges und des Ersten Weltkrieges hatte es bereits ähnliche Publikationen gegeben. Sie gehörte neben ihrem Schwesterblatt Deutsche Zeitung in Norwegen zu den zwei Besatzungszeitungen, die Artikel in der Landessprache veröffentlichten, wobei die PZ dieses Konzept mit ganzen Seiten in französischer Sprache am konsequentesten verfolgte. Bereits nach einigen Monaten wurde sie in eine deutsche und eine französische Ausgabe aufgeteilt. Eine konsequente Trennung nach Sprache gab es jedoch zu keiner Zeit, die französische Ausgabe enthielt immer auch einen Anteil deutschsprachiger Artikel. Zu einem wirklichen Konkurrenten für die französische Presse wurde die Zeitung auch nach dieser Aufteilung nicht.
Von Oktober 1943 an wurde eine gleichnamige Wochenzeitung herausgegeben, die nun vollständig französischsprachig war und als Unterhaltungsblatt andere Schwerpunkte setzte. Von der gleichen Redaktion erstellt und rasch zu einem Erfolg avanciert, setzte der Kriegsverlauf ihrer Existenz ein frühes Ende. Alle Ausgaben hatten auch französische Mitarbeiter; hinzu kamen Autoren aus neutralen oder mit dem Deutschen Reich verbündeten Ländern.

## Gründungsphase

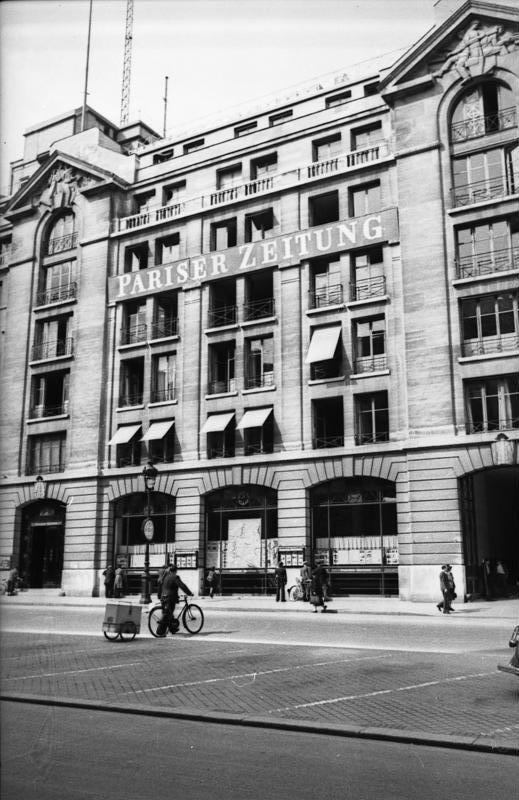
Das Redaktionsgebäude befand sich in der Rue Réaumur im 2. Arrondissement

Die Pariser Zeitung ersetzte das Organ der französischen Sektion der NSDAP/AO, die Deutsche Zeitung in Frankreich, deren Zielgruppe die Auslandsdeutschen im Land während der Vorkriegszeit gewesen waren. Ihre redaktionelle Leitung oblag Kurt Ihlefeld, zuvor Paris-Korrespondent des Angriffs und zweier anderer Zeitungen. Zunächst von Dezember 1935 an vierzehntäglich erschienen, hatte sie noch vor dem Krieg auf wöchentliche Erscheinungsweise umgestellt. Nach der Kriegserklärung Frankreichs musste die Deutsche Zeitung zwischenzeitlich ihr Erscheinen aussetzen, bis sie im Anschluss an den Sieg im Westfeldzug vom 5. Oktober 1940 an wieder fortgeführt werden konnte. Nachdem sie vom 17. November 1940 an als Tageszeitung erschienen war, erfolgte am 12. Januar 1941 ihre endgültige Einstellung zugunsten der Pariser Zeitung.
Mit ihrem Namen wollte die Pariser Zeitung einen Bezug zu einer gleichnamigen Zeitung der 1830er Jahre und zur Pariser Tageszeitung herstellen, die Ende des 19. Jahrhunderts erschienen war, und damit auf die Tradition einer lebendigen deutschen Kulturpräsenz in der Stadt verweisen. Die 1933 von deutschen ins Exil vertriebenen Journalisten gegründete, demokratisch ausgerichtete, Zeitung Pariser Tageblatt und ihre unter dem Namen der früheren Pariser Tageszeitung firmierende, als Abspaltung entstandene Quasi-Nachfolgerin, wurden aus offensichtlichen Gründen nicht in diese Sicht der Tradition mit einbezogen. Seit Heinrich Heine war Paris das Ziel der deutschen Emigranten gewesen. Nach dem „Anschluss“ kamen österreichische Schriftsteller, und das Münchener Abkommen trieb die tschechischen Antifaschisten und die Deutschen in Prag nach Paris.
Erster Verlagsleiter der Pariser Zeitung wurde Viktor Muckel, der zuvor den Völkischen Verlag in Düsseldorf geleitet und zu den Mitgründern der Brüsseler Zeitung, einer Schwesterzeitung, gehört hatte. Bereits im Juli 1941 löste Rudolf Neumann Muckel ab, sein Name wurde jedoch seit Juli 1942 im Impressum mit „z. Zt. Wehrmacht“ versehen, worauf Muckel in alter Funktion zu seiner früheren Wirkungsstätte zurückkehrte. Zuletzt übernahm Theo Hansen Ende November 1943 die Leitung der Zeitung.
Zum ersten Chefredakteur wurde Rudolf Sparing ernannt, ein Freund Rienhardts und Mitgründer des von letzterem initiierten NS-Vorzeigeblattes Das Reich. Stellvertretender Chefredakteur wurde Emil Frotscher, der wie Sparing an der Gründung des Reich beteiligt und zuletzt erster Chefredakteur der Deutschen Zeitung in den Niederlanden, ebenfalls eine Schwester der Pariser Zeitung, gewesen war. Beide blieben nicht lange auf ihren Posten: Sparing organisierte nur die unmittelbare Gründungsphase und verließ die Zeitung bereits nach einer Woche. Er wurde 1943 zweiter und letzter Chefredakteur des Reich. Frotscher leitete den Aufbau der östlichen Besatzungszeitungen, zum Beispiel der Deutschen Zeitung im Ostland und der Donauzeitung.
Ende Mai 1941 wurde die bis dahin vakante Position Sparings und auch die von Frotscher mit Walter Trautmann und Alfred Rapp neu besetzt. Beide waren erfahrene Journalisten und seit Anbeginn Autoren der Pariser Zeitung gewesen. Nach Trautmanns Aussage hatte er bei Rienhardt um eine Stelle im Ausland nachgesucht, da seine Ehefrau als „Halbjüdin“ gegolten habe und es dadurch zu Problemen gekommen sei; zudem war er 1939 wegen „nichtarischer Abstammung“ aus der NSDAP ausgeschlossen worden. Ihlefeld, nun zugleich Paris-Korrespondent des Völkischen Beobachters und Deutschen Nachrichtenbüros, blieb der Zeitung als Mitarbeiter erhalten.
Trotz der bereits vorhandenen Erfahrung mit der Vorgängerzeitung, bestens ausgestatteter Büros im Gebäude des eingestellten L’Intransigeant und der beträchtlichen Anschubfinanzierung (Otto Abetz, deutscher Botschafter in Frankreich, stellte mehrere Millionen Reichsmark bereit) verlief die Gründungsphase nicht reibungslos: So gab es Schwierigkeiten, technisches Personal mit guten deutschen Sprachkenntnissen zu finden; auch empfand die kaufmännische Leitung die französischen Tarife oft als „Bücher mit sieben Siegeln“.
Der Verlag veröffentlichte neben der Zeitung auch Bücher über Land und Leute, hierzu zählen ein Werk von Erhard Göpel über die Normandie sowie eines über die Zeitung selbst zu ihrem einjährigen Jubiläum.

## Erscheinungsweise, Umfang und Gliederung
Die tägliche Ausgabe der Pariser Zeitung erschien im Gegensatz zur französischen Tagespresse, die seit der Besatzung nur noch an sechs Tagen der Woche herauskam, an allen Wochentagen mit einem Umfang von zunächst vier (montags) bzw. acht bis zwölf Seiten (alle anderen Tage). Durch die im weiteren Kriegsverlauf zunehmende Papierknappheit nahm der Umfang der Zeitung schrittweise immer weiter ab, bis dieser im letzten Jahr nur noch vier oder sechs Seiten täglich betrug. Die Samstags- und Sonntagsausgabe wurde im Mai 1944 zu einer Wochenendausgabe zusammengelegt, bis im letzten Monat nur noch drei Ausgaben pro Woche erschienen. Dabei wurde die Zeitung bei Festlegung der Papierkontingente gegenüber ihrer französischen Konkurrenz deutlich bevorteilt, so erhielt sie im Oktober 1942 ein Fünftel der den Pariser Zeitungen zugeteilten Menge, der Rest verteilte sich auf dreizehn andere Zeitungen der Stadt. Zu dieser Bevorteilung kam noch hinzu, dass die Zensoren gelegentlich Artikel aus der Pariser Zeitung der örtlichen Konkurrenz als Vorbild präsentierten. Der Umfang der wöchentlichen Ausgabe betrug bis Mitte April 1944 acht, anschließend sechs Seiten.
Mit einem Preis von zwei Francs bzw. 20 Pfennig lag der Preis der Zeitung meist doppelt so hoch wie der der französischen Presse; die französischen Zeitungen mussten sich innerhalb kurzer Zeit auf nur noch zwei Seiten pro Ausgabe beschränken. Die wöchentliche Ausgabe kostete den gleichen Preis in Francs bzw. 25 Pfennig.
Das Format der Zeitung wurde der traditionellen Pariser Presse angeglichen, allerdings mit etwas weniger Spalten und einer größeren Schrift. Als Schrifttyp wurde Antiqua statt Fraktur verwendet, was bereits durch eine Anordnung für alle für das Ausland bestimmten Druckerzeugnisse vorgegeben war.
Die Rubriken der Zeitung deckten die üblichen Felder wie Politik, Wirtschaft, Kultur, Sport und Anzeigen ab und waren stärker bebildert als ihre in Deutschland erscheinenden Entsprechungen. Der Kulturteil enthielt oft Zeichnungen, die letzte, stets am stärksten bebilderte Seite Karikaturen mit fast immer unpolitischem Charakter. Bei den französischen Seiten fehlte hingegen bis kurz vor dem Ende jegliche Bebilderung, erst ganz am Schluss bekam die französische Ausgabe eine illustrierte letzte Seite, die der deutschen Ausgabe entsprach.

## Nebenausgaben

### Französische Ausgabe
Seit der ersten Ausgabe versuchte die Redaktion, französische Leser mit übersetzten Artikeln anzusprechen. Eine ganze Seite bekamen diese Artikel anfangs nicht zugesprochen, je nach Umfang wurden einzelne Spalten oder eine halbe Seite mit den Artikeln belegt. Im Februar und Mai wurde der Anteil so weit erhöht, dass schließlich mit Ausnahme des Montags die Zeitung immer eine ganze französischsprachige Seite enthielt, bis am 1. August erstmals zwei Ausgaben erschienen: eine französische mit zwei französischsprachigen Seiten und eine deutsche mit einer französischsprachigen Seite. Die Zahl an französischsprachigen Seiten in der französischen Ausgabe erhöhte sich bis 1944 nicht, da aber die gesamte Seitenzahl sank, stieg der Anteil relativ zur Gesamtzahl an und betrug im Mai 1944 die Hälfte (samstags zwei Drittel) der Seiten. In der deutschen Ausgabe hingegen wurde die Zahl der französischsprachigen Artikel allmählich reduziert, bis diese 1944 ganz aus der Zeitung verschwanden.

### Wöchentliche Ausgabe
Im Oktober 1943 gab die Pariser Zeitung erstmals eine Wochenzeitung unter dem gleichen Namen heraus, die vollständig in französischer Sprache gehalten war. Sie erschien sonntags und wurde von der gleichen Redaktion erstellt. Als stellvertretender Chefredakteur dieser Ausgabe fungierte ein Mitarbeiter der täglichen Ausgabe, Franz von Caucig, der vor dem Krieg Istanbul-Korrespondent mehrerer Zeitungen, anschließend Chefredakteur der Deutschen Nachrichten in Griechenland gewesen und dann für die Agentur Europa Press nach Paris gekommen war. Die wöchentliche Ausgabe ging sowohl hinsichtlich Aufmachung als auch thematischer Gewichtung andere Wege als die Hauptausgabe: Den Fotos wurde ein größerer Platz eingeräumt, die Rubriken setzten sich aus einem Politik- und einem gemischten Teil aus Kultur, Humor und einem Fortsetzungsroman zusammen, hinzu kamen ein Wirtschaftsteil mit einem gelegentlichen kleineren Sportartikel und auf der letzten Seite eine große Reportage. Kleinanzeigen gab es im Gegensatz zur täglichen Ausgabe nicht. Nur sehr selten wurden Artikel aus der täglichen Ausgabe übernommen.
In ihrer Konzeption ähnelte die Wochenzeitung der Auslandszeitschrift Signal. Während zum einen Analysen, Porträts und Kommentare einen Teil des Inhalts ausmachten, wurde andererseits mit romantischen Fortsetzungsromanen, Reportagen über exotische Länder und Fotos, die eine heile Welt ausstrahlen sollten (schöne Landschaftsbilder, Weihnachtsfeiern und andere harmonische Motive), auf einen hohen Unterhaltungswert gesetzt, der als Ablenkung vom Krieg dienen konnte. Die Propaganda war subtiler als in der Hauptausgabe, der Antisemitismus wurde weniger deutlich vorgebracht. Tatsächlich wurde die Zeitung im Vergleich zur Hauptausgabe gut aufgenommen und erzielte über die ganze Zeit hinweg ein Vielfaches der Auflage der täglichen französischen Ausgabe.

## Mitarbeiter und Inhalt der Pariser Zeitung

Titelseite der Pariser Zeitung vom 9. August 1943

### Redakteure, freie Mitarbeiter und Gastautoren
Die Pariser Zeitung versuchte, sich mit Beiträgen berühmter Persönlichkeiten einen weltmännischen Glanz zu verschaffen. Herausragend war dabei der von Albert Buesche geleitete Kulturteil, der bereits ohne die Gastautoren unter anderem mit Heinrich Strobel als Redakteur und Mitarbeitern wie Paul Strecker, Hans Havemann, Martin Raschke, Wolf Schramm und Wolf von Niebelschütz hochkarätig besetzt war. In der Zeitung fanden sich auch Namen wie Alexander Aljechin, Werner Egk, Wilhelm Furtwängler und Sven Hedin, des Weiteren Militärs wie Franz Brüninghaus und Albert Kesselring und ranghohe Nationalsozialisten wie Joseph Goebbels und Otto Dietrich. Während der Politikteil zumindest noch eine Reihe erfahrener Journalisten als Mitarbeiter hatte, konnte der Wirtschafts- und Sportteil bei weitem nicht mit solch prominenten Autoren aufwarten.
Zum Kreis erfahrener Journalisten zählten beispielsweise vormalige Chefredakteure verschiedener Regionalzeitungen wie des Danziger Vorpostens und der Kurhessischen Landeszeitung sowie Peter Raunau, nach dem Krieg Chefredakteur des Sozialdemokratischen Pressediensts und der Hannoverschen Presse. Die Pariser Zeitung konnte auf ein Korrespondentennetz in verbündeten oder neutralen Staaten zurückgreifen, das auch von anderen Zeitungen genutzt wurde.
Die Zeitung beschäftigte auch zahlreiche Franzosen als freie Mitarbeiter, darunter überzeugte Faschisten und Antisemiten. Zu den bekanntesten gehörten Henri Coston und Jacques Ploncard, die bereits vor dem Krieg für rechtsextreme Blätter geschrieben hatten. Ihre Rolle während der deutschen Besatzung wurde zu einem bedeutenden Teil ihrer Biografie, und sie blieben auch in der Nachkriegszeit weithin präsent. Vor 1943 beschränkte sich die Mitarbeit fast immer auf unpolitische Artikel, was allerdings nicht für antisemitische Beiträge galt, die bereits vorher im Blatt zu finden waren. Die Autoren bezogen sich in solchen Artikeln dabei auf die spezifische Tradition antisemitischer Strömungen ihres Landes. Während als Gastautoren Persönlichkeiten wie Alphonse de Châteaubriant, Georges Oltramare und Lucien Rebatet sowie eine Reihe von Universitätsprofessoren gewonnen werden konnten, waren die regelmäßigen französischen Mitarbeiter oft eher unbeschriebene Blätter, denn die Auswahl an prodeutschen französischen Journalisten beschränkte sich auf eine kleine Gruppe. Hervorzuheben ist die Einbindung französischer freier Mitarbeiter und Gastautoren allerdings auch deshalb, weil darin ein wesentlicher Unterschied zu den Besatzungszeitungen des Reichskommissariats Ostland bestand, die aufgrund einer Verfügung Alfred Rosenbergs auf Beiträge einheimischer Autoren zu verzichten hatten.

### Inhalt und Überwachung der Pariser Zeitung
Auch wenn sich Amann später nach seiner Verhaftung zugutehielt, seinen Besatzungszeitungen mehr Freiraum als den deutschen Zeitungen zugestanden zu haben – in einem Artikel der Fachzeitschrift Zeitungswissenschaft zur Presse im besetzten Frankreich von 1941 wurden „erheblich größere Ansprüche“ angemahnt –, konnte dies nicht darüber hinwegtäuschen, dass sich Attacken gegen die „jüdische Weltverschwörung“ und den Bolschewismus regelmäßig in den Ausgaben wiederfanden. Folgerichtig stand das vermeintliche Weltjudentum nach der Propaganda auch hinter de Gaulle und Angriffen auf französisches Gebiet. Bekannt geworden ist insbesondere eine später auch in der niederländischen Schwester- und Deutschen Schachzeitung replizierte Artikelserie, die unter dem Titel „Jüdisches und Arisches Schach“ einen „jüdischen Mangel an Mut und Gestaltungskraft“ nachweisen sollte. Als Autor firmierte der Schachweltmeister Alexander Aljechin, der später seine Urheberschaft bestritt. Die Artikel können ihm jedoch mit sehr hoher Wahrscheinlichkeit zugeordnet werden und sorgten für seine Diskreditierung nach dem Krieg.
Was die nicht-jüdische Bevölkerung betraf, versuchte die Zeitung in den ersten zwei Jahren ein nachbarschaftliches Verhältnis zu suggerieren; dies galt allerdings nicht immer für das Vichy-Regime, das aufgrund seines als mangelnd empfundenen Entgegenkommens kritisch betrachtet wurde. In einem 11 Deutsche fragen 11 Franzosen. Züge aus der Begegnung zweier Völker betitelten Artikel gab die Zeitung ein Mädchen mit folgenden Worten wieder:

„Wir sind doch Nachbarn, und ich meine, unter Nachbarn muss man sich verständigen. Was gehen uns die Engländer an? Die sind uns doch […] viel fremder.“

1943 änderte sich dies jedoch schnell: Den Franzosen (nicht nur dem Vichy-Regime) wurde mangelnde Zusammenarbeit vorgeworfen, und von einer Partnerschaft war keine Rede mehr, vielmehr von einem neuen Europa unter der Herrschaft Deutschlands.
Die Zeitung beschwor fortwährend eine enge Wirtschaftsgemeinschaft zwischen dem Deutschen Reich und Frankreich und wies dem Land eine wichtige Rolle in einem neuen Europa zu, nicht zuletzt deswegen, da Frankreich für die deutsche Kriegswirtschaft von großer Bedeutung war. Dies schloss auch eine umfassende Anwerbung von Arbeitskräften für die Arbeit im Reich mit ein, und die Zeitung ließ schon einmal einen Arbeiter von seinen Erlebnissen berichten:

„Ich arbeite in einer großen Fabrik in Berlin. Wir sind sehr glücklich hier […]. Wir sind mit offenen Armen empfangen worden. Die deutschen Arbeiter haben uns ein Fest bereitet. Freundschaften haben sich bereits gebildet.“

Den Kulturteil durchzog eine romantisierende Bewunderung für Frankreich als eine Wiege der Künste. Zahlreiche Artikel beschrieben Geschichte, Kultur und Lebensart, und Paris wurde wie in einer Art Reiseführer in Fortsetzungen mit überaus schmeichelhaften Artikeln bedacht. Es gab Artikelserien über die großen Maler Frankreichs (zum Beispiel Jacques-Louis David, Claude Monet oder Auguste Renoir), über französische Romane von Weltrang (Rot und Schwarz, Madame Bovary) und Porträts von Komponisten wie François Couperin und Emmanuel Chabrier. Die deutsche Kulturdiplomatie, ein besonderes persönliches Anliegen des deutschen Botschafters Otto Abetz, förderte zeitgenössische bekannte französische Schriftsteller und Maler durch Pressegespräche, Vorträge und Ausstellungen, über die die Zeitung berichtete. In umgekehrter Richtung versuchte die Zeitung aber auch, ihren französischen Lesern die deutsche Kultur nahezubringen, so gab es Artikel über Clemens Brentano, Anton Bruckner und Ricarda Huch, des Weiteren in der wöchentlichen Ausgabe über Verbindungen von Johann Wolfgang von Goethe und Richard Wagner zu Frankreich. Zudem stellte die Zeitung durch Artikel über die Pariser Uraufführung der Wagner-Oper Tannhäuser und eine Werkschau Arno Brekers einen örtlichen Bezug her. Seit 1943 bekam diese angestrebte kulturelle Brückenfunktion auch einen politischen Unterton, der auf die Frage der Zusammenarbeit beider Staaten abzielte.
Der Anzeigenteil war ein wichtiges Standbein für die Pariser Zeitung und mit ausschlaggebend dafür, dass nach den Angaben Rienhardts für diese und andere Besatzungszeitungen nach der Aufbauphase keine Subventionierungen mehr nötig waren. Die Kunden reichten von der deutschen und französischen Großindustrie bis hin zu Einzelhändlern. Zum Anzeigenteil gehörte auch ein großer Vergnügungsanzeiger. Die Anzeigen waren in deutscher Sprache, es sei denn, es handelte sich um einen französischen Kunden und die Anzeige befand sich auf einer französischsprachigen Seite. Die Kleinanzeigen machten nur einen geringen Teil aus. Die Vielfalt der Anzeigenkunden deutet darauf hin, dass sich die Zeitung an ein breites Publikum zu wenden versuchte, denn für die Leserschaft der täglichen Ausgabe, die überwiegend aus Soldaten und Besatzungspersonal bestand, konnte nur ein Teil der Anzeigen von Interesse sein.
Dass die Zeitung ebenso ihre französischen Leser im Blick hatte, zeigt sich auch anhand ihrer publizistischen Unterstützung bei der Rekrutierung von Franzosen für Wehrmacht und SS. Die Berichterstattung über die Bildung der französischen Freiwilligenlegion fiel noch kurz und neutral aus. Der größer werdende Bedarf an Verstärkungen spiegelte sich ab 1943 in einer verstärkten und deutlich werbenden Berichterstattung wider. Bei den folgenden Anwerbungsversuchen für einen Beitritt zur Waffen-SS übertrieb die Zeitung die Begeisterung der Franzosen, in Wirklichkeit dauerte es ein ganzes Jahr, bis eine Division gebildet werden konnte.
Die Pariser Zeitung unterstand einer Zensur durch das Reichsministerium für Volksaufklärung und Propaganda unter Joseph Goebbels, und wie bei anderen Besatzungszeitungen auch gab es Eingriffe oder Beschwerden. Nach den Angaben Emil Frotschers sollte der als „Linksautor“ geltende Schriftsteller Ernst Glaeser ursprünglich als Autor für die Pariser Zeitung tätig sein, dies sei jedoch von Goebbels untersagt worden. Der Vergnügungsanzeiger wurde derart umfangreich, dass der Nachrichtenoffizier der 7. Armee in diesem eine Gefahr für die Soldaten sah, da er zu Neid oder Unzufriedenheit führen könne. Ihr besonderer Status als deutsche Zeitung, die auch mit der französischen Presse konkurrieren sollte und daher auf die Nachrichtenagenturen beider Länder abonniert war, machte es ihr nicht leichter. So fand sie sich schon mal in der Zwickmühle wieder, von zwei Meldungen zum gleichen Geschehen entweder die deutsche zu bringen, auch wenn das erst in der nächsten Ausgabe möglich war und die Zeitung damit unprofessionell erschien, oder die französische vor Redaktionsschluss, wodurch sie sich Ärger einhandeln konnte.

## Verbreitung und Leserschaft

### Auflage und ihre Verteilung über das Land

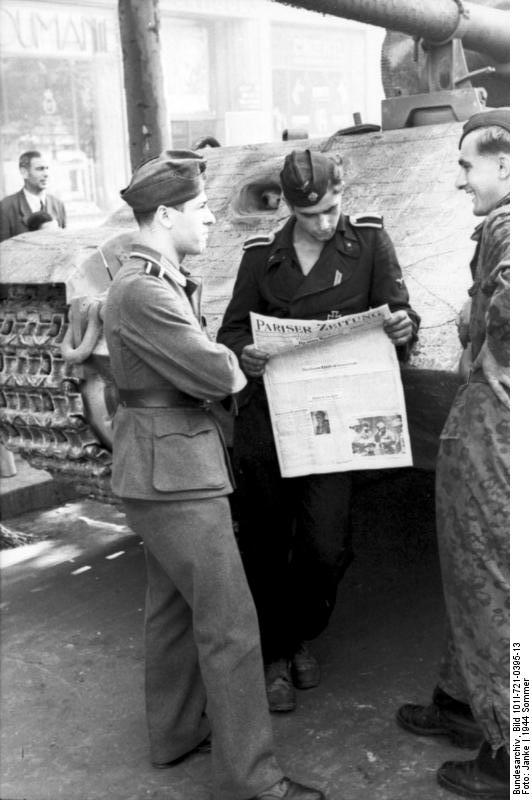
Ein Unterscharführer der Waffen-SS beim Lesen der Zeitung

Die Auflagenzahl lässt sich nur indirekt nach den Angaben des für die Propagandaabteilung „Gruppe Presse“ tätigen Vertriebs ermitteln. Im Dezember 1942 betrug die Auflage nach den vorhandenen Angaben etwa 40.000 Exemplare für die deutsche und etwa 7.000 Exemplare für die französische Ausgabe. Damit bewegte sie sich im Bereich der Abnahmegarantie von 30.000 bis 40.000 Exemplaren, die für gewöhnlich von den Besatzungsorganen Amann zugesichert worden waren. Im Herbst 1943 wurde ein Höchstwert von ungefähr 50.000 Exemplaren für die deutsche Ausgabe angegeben, während die französische auf einen Wert von ungefähr 5.000 gefallen war. Nachdem sich die Auflage Anfang 1944 wieder zu den Werten von 40.000 bzw. 7.000 Exemplaren hinbewegt hatte, wurden im Juni 1944 nur noch 36.000 bzw. 2.500 Exemplare angegeben. Die wöchentliche Ausgabe startete im Oktober 1943 mit 80.000 Exemplaren und erreichte im April 1944 einen Höchstwert von 118.000 Exemplaren. Zuletzt wurde im August 1944 noch ein Wert von 70.000 Exemplaren erreicht.
Ein Vergleich mit den Frontzeitungen (zum Beispiel dem im gleichen Hause gedruckten Soldat im Westen und dessen Kopfblatt Soldat am Atlantik) ist schwierig, da deren Auflagen stark schwankten. Allerdings wurden alleine vom ersteren Anfang 1941, also während der Gründungsphase der Pariser Zeitung, über 200.000 Exemplare gedruckt, und auch 1944, im letzten Besatzungsjahr, machte die tägliche Ausgabe der Pariser Zeitung nur etwa ein Viertel der an die Wehrmacht in Frankreich ausgegebenen Zeitungen aus.
Die Auflage der täglichen deutschen Ausgabe verteilte sich zu 25 % auf Paris, 10 % auf die Vororte und 65 % auf den Rest des Landes (dies schließt auch die vorerst unbesetzte Südzone ein, die ab August 1941 ebenfalls beliefert wurde). Für die französische Ausgabe ergaben sich Werte von 40, 10 und 50 % entsprechend der vorgenannten Reihenfolge.

### Vertrieb und Leserschaft
Die Zeitung wurde sowohl über den Einzelverkauf als auch über Abonnements abgesetzt und auch ins Ausland ausgeliefert, nach längeren Diskussionen zwischen Paris und dem Vichy-Regime von Juli 1942 an auch nach Nordafrika. Zuvor war auch eine Orientausgabe, insbesondere für die Türkei und Kleinasien, geplant gewesen, die jedoch nicht die Zustimmung von Außenminister Ribbentrop fand. Das Konzept wurde daraufhin geändert, aus der Orientausgabe wurde eine Wochenzeitung, die ausschließlich Übersetzungen deutschsprachiger Artikel der Hauptausgabe enthielt. Die Orientausgabe wurde binnen kurzer Zeit in eine Luftpostausgabe umbenannt und außer in die Türkei auch nach Spanien, Portugal, Rumänien, Bulgarien, Ungarn, in den Marionettenstaat Kroatien und in die besetzten Staaten Griechenland und Rest-Jugoslawien (Serbien) versandt.
Die tägliche Ausgabe der Pariser Zeitung ging wie alle Besatzungszeitungen hauptsächlich an die Wehrmacht und wurde durch ihre Dienststellen in Büros, Kantinen und Offiziersmessen ausgegeben, außerdem auch an „mehrere Tausend Männer“, die bei den zehn Kommandanturen der deutschen Sicherheitspolizei und des Sicherheitsdienstes tätig waren. Dagegen erreichte die Zeitung nur in geringem Umfang die französische Bevölkerung. Auch anhand der sehr wenigen bekannten zeitgenössischen Erwähnungen in persönlichen Aufzeichnungen kann davon ausgegangen werden, dass diese Ausgabe die Bevölkerung kaum erreichte und beeinflusste. Angesichts der Vielzahl der kollaborierenden Presse gab es wenig Gründe, ausgerechnet zur Pariser Zeitung zu greifen; zur ersteren zählten zum Beispiel die unter der Leitung von Jean Luchaire (Präsident der Corporation nationale de la presse française) stehende Les Nouveaux temps und die vom Schriftsteller Pierre Drieu la Rochelle herausgegebene Literaturzeitschrift Nouvelle Revue Française. Zu ihren besten Zeiten erreichte die tägliche Ausgabe (deutsche und französische zusammen genommen) der Pariser Zeitung gerade einmal die niedrigsten Auflagen der Nouveaux temps und anderer kleinerer Zeitungen; mit Blättern wie Le Petit Parisien, Paris-Soir oder Le Matin konnte sie nicht konkurrieren.
Von Interesse war die Zeitung jedoch für die verschiedenen Gegner der deutschen Besatzungsmacht. So lässt sich anhand von Erwähnungen in der Widerstandspresse ersehen, dass die Pariser Zeitung von Mitgliedern der Résistance „studiert“ wurde. Die Zeitung bot die Gelegenheit, sich in die deutsche Sicht – im Gegensatz zum gefilterten Blick der sonstigen französischen Presse – hineinversetzen zu können. Zu den Lesern gehörten auch die Freien Französischen Streitkräfte, die so an Namen von Kollaborateuren kamen, die einen weiteren Teil der Leserschaft ausgemacht haben dürften. Ausgewertet wurde die Zeitung auch durch die alliierte Abwehr, die aus den Besatzungszeitungen wichtige Informationen zu den Aktionen und Absichten der Deutschen gewann.

## Das Ende der Zeitung

### Die letzten Tage
Der auf die Invasion in der Normandie folgende Vormarsch der Alliierten führte zum raschen Ende der Pariser Zeitung. Am 13. August 1944 erschien die letzte wöchentliche, am folgenden Tag die letzte deutsche und am 16. August die letzte französische Ausgabe. Am 19. August – noch in den letzten Tagen der Besatzung der Stadt – übernahm Jean-Daniel Jurgensen, ein französischer Journalist, zusammen mit anderen Widerstandskämpfern die Räumlichkeiten in der rue Réaumur, um dort die Résistance-Zeitungen Défense de la France, Franc-Tireur und Combat herauszubringen. Im Gebäude befand sich zu dieser Zeit noch Personal, das sich mit den Widerstandskämpfern arrangierte. Obwohl sie faktisch eingestellt war, wurde die Pariser Zeitung in Sigmaringen, dem Sitz des Ende August 1944 dorthin geflohenen Vichy-Regimes, erst nach der Klärung noch ausstehender Belange wie Gehälter und Honorare endgültig abgewickelt.

### Mitarbeiter der Pariser Zeitung nach dem Krieg
Die Mehrzahl der leitenden Redakteure der Pariser Zeitung war im Nachkriegsdeutschland in gleicher Funktion tätig. Walter Trautmann, zweiter Chefredakteur der Zeitung, wurde Chefredakteur der Vereinigten Wirtschaftsdienste. Der erste stellvertretende Chefredakteur, Emil Frotscher, wurde langjähriger Chefredakteur der überregionalen Boulevardzeitung Abendpost und war anschließend für das Ressort „Serien und Biographien“ bei der Welt am Sonntag zuständig. Sein Nachfolger Alfred Rapp leitete das Bonner Büro der Frankfurter Allgemeinen Zeitung, war Präsident des Deutschen Presseclubs und einer der bevorzugten Journalisten Konrad Adenauers. Der erste Chefredakteur, Rudolf Sparing, verstarb hingegen 1955 in sowjetischer Kriegsgefangenschaft.
Viktor Muckel, Verlagsleiter in den Jahren 1941 und 1942 bis 1943, setzte seine Tätigkeit ebenfalls bei anderen Zeitungen fort, er war Verlagsleiter der Rheinischen Landeszeitung und stellvertretender Geschäftsführer (Verlagsdirektor) der FAZ. Sein Nachfolger Theo Hansen wurde Verlagsleiter der Nordwest-Zeitung.

## Liste der Verlagsleiter und Chefredakteure
| Verlagsleiter    |                    |
| Viktor Muckel    | 1941 und 1942–1943 |
| Rudolf Neumann   | 1941–1942          |
| Theo Hansen      | 1943–1944          |
| Chefredakteure   |                    |
| Rudolf Sparing   | 1941               |
| Walter Trautmann | 1941–1944          |